# 韦瓦拉龙属
韦瓦拉龙（属名：Weewarrasaurus）是澳大利亚新南威尔士州闪电岭附近晚白垩世格里曼溪组的一属鸟脚类恐龙。模式种和唯一种是波氏韦瓦拉龙（W. pobeni），仅所知于正模标本：一件保存在蛋白石中的齿骨及第二件归类于该属的齿骨。它被认为与大量不同尺寸和物种的其它鸟脚类同期共存。

## 发现与命名

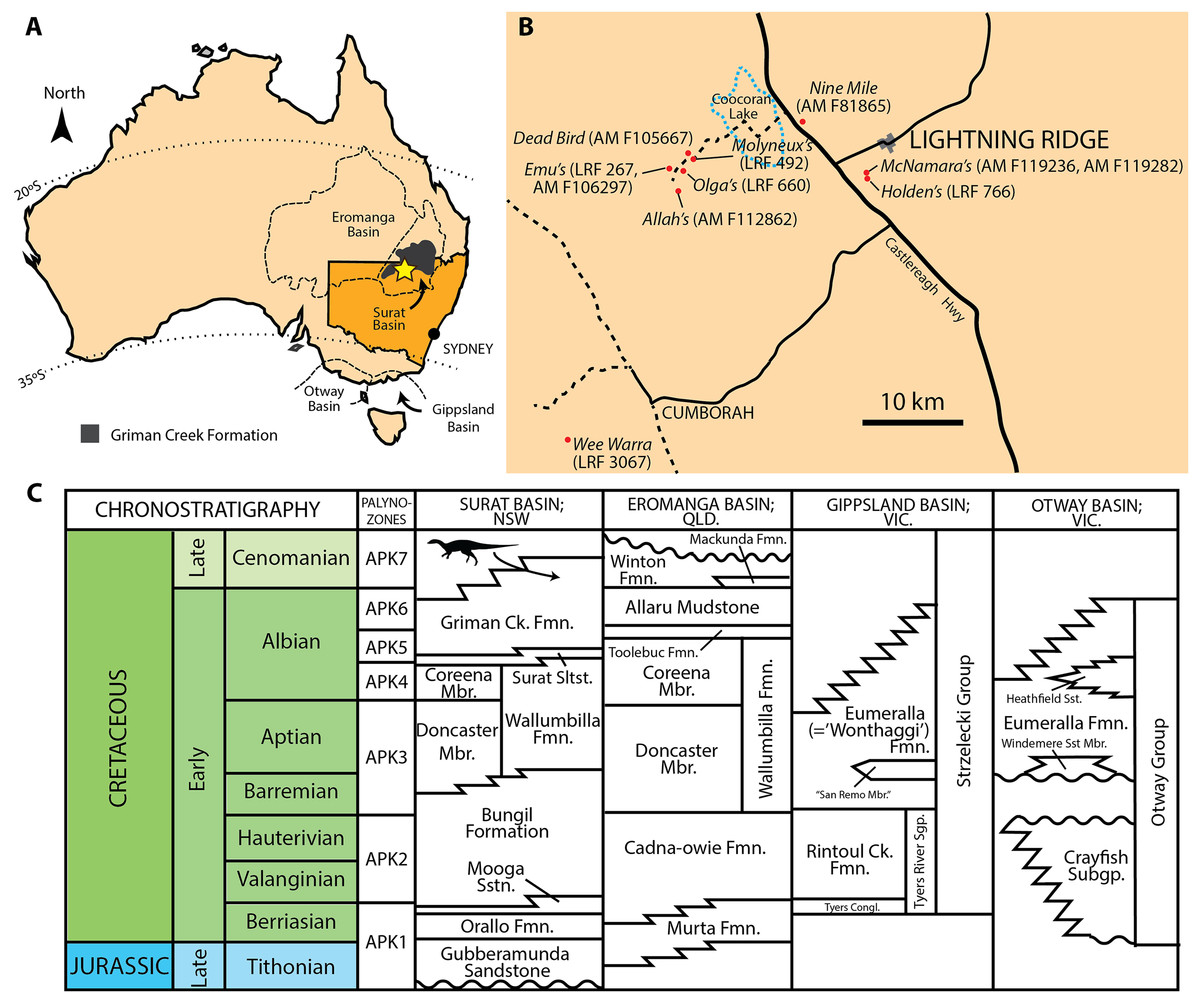
这幅澳大利亚地图显示了化石发现地韦瓦拉（Wee Warra）和霍尔顿（Holden）在格里曼溪组中的位置

正模标本编号为LRF 3067，包括两块带有牙齿的下颌骨，由矿工在2013年首次发现。他们在一次例行采矿期间于澳洲新南威尔士闪电岭附近格里曼溪组韦瓦拉地区（Wee Warra geologic locality）的一个矿井中发现了该标本，其在挖掘过程中遭到破坏。来自阿德莱德的蛋白石经销商迈克·波本（Mike Poben）在从矿工那里收到一袋粗糙的蛋白石后，第一次认出它是一块化石。该标本以保存在绿蓝色蛋白石――该地区一种著名的宝石中而闻名。2014年，古生物学家菲尔·贝尔（Phil Bell）展示了该标本，并对其意义进行了评论，因此波本将其捐赠给澳大利亚蛋白石中心（Australian Opal Centre），该中心拥有世界上最大的蛋白石化石收藏。
贝尔和同事后来在2018年12月4日发表的一项研究中将其命名为新属新种，该研究回顾了格里曼溪组（包括该矿）的鸟脚类化石记录。属名Weewarrasaurus取自化石发现地韦瓦拉化石点（Wee Warra fossil locality），而希腊语saurus一词意为“蜥蜴”。种名W. pobeni纪念波本。化石上的蛋白石条纹被用来确认齿骨的两个部分，其不形成一个连续的序列但来自同一个体。这些条纹还可用来调查这两个部分原来在颌骨中相距多远。除正模标本外，研究人员还将第二件部分下颌标本LRF 766归入这一新物种，因为二者牙齿形态相似。其发现于霍尔顿地（Holden's locality）的三英里蛋白石区（Three Mile opal field），同样靠近闪电岭和格里曼溪组的一部分。